# 吴秀恒
吴秀恒（1926年—），男，四川江津人，中国船舶流体力学家，曾任武汉水运工程学院教授、博士生导师。